# New York City Opera
The New York City Opera (NYCO) er et amerikansk operakompagni, der blev grundlagt i 1943. Operan har til huse i New York State Theatre, der er tegnet af Philip Johnson og er en del af Lincoln Center. 
NYCO blev etableret med det formål at gøre operaen mere tilgængelig for den brede befolkning. Omkring en tredjedel af produktionerne er amerikanske operaer, og NYCO har tradition for at promovere amerikanske sangere. 